# 반니
반니(1990년 5월 28일~)는 대한민국의 가수이다. 2016년 싱글 앨범 [No Way]로 데뷔했다.

## 방송
- 글로벌 슈퍼 아이돌(2012) - Top6

## 음반
- No Way(2016)
- 나쁜놈(2020)
- 너 같은 사람은 너밖에 없네(2021)
- 달을 건너(2021)
- 잠든 밤은 아무 말도(2022)

## 피처링
- Ryan <널 보고 있으면>(2017)
- 비비 <좋은 밤>(2019)